# Kościół ewangelicki w Stonawie
Kościół ewangelicki w Stonawie – kościół w Stonawie, w kraju morawsko-śląskim w Czechach, należący do miejscowego zboru Śląskiego Kościoła Ewangelickiego Augsburskiego Wyznania. 
Od 1811 roku Stonawa należała do zboru w Błędowicach. Do 1938 r., przez okres ponad 30 lat, nabożeństwa prowadzono w budynku szkoły na Hołkowicach z 1900 r.
Uroczystość poświęcenia kamienia węgielnego pod nowy kościół ewangelicki w Stonawie miała miejsce 17 lipca 1938 r. Ukończony budynek kościoła poświęcono 1 listopada 1938 r. Poświęcenia dokonał ksiądz Oskar Michejda w asyście księdza Karola Tepera, proboszcza zboru w Błędowicach oraz księdza Pawła Nikodema z Ustronia, który wygłosił kazanie.
W 1948 r. dobudowana została zakrystia. Rok później wierni ze Stonawy podjęli decyzję o utworzeniu samodzielnego zboru, w związku z czym w 1950 r. kościół stał się świątynią nowo powołanego zboru w Stonawie.
Budynek kościoła ma 18 metrów długości i 10,5 metra szerokości. Posiada 150 miejsc siedzących. Organy umieszczone w kościele zostały wyprodukowane przez zakłady Varhany Krnov w Krnovie.